# Heaven Only Knows
«Heaven Only Knows» — песня, выпущенная американской певицей Эммилу Харрис в 1989 году. Композиция написана тогдашним супругом исполнительницы Полом Кеннерли и первоначально вошла в очередной альбом артистки, Bluebird, а затем была издана в формате сингла.
Став вторым по счёту синглом из лонгплея после «Heartbreak Hill», трек достигл Топ-20 американского чарта Hot Country Songs и канадского хит-парада Country Singles, а также принёс Кеннерли награду BMI Country Awards как автору одной из самых ротируемых кантри-песен года. Дополнительную известность «Heaven Only Knows» получила в 2004 году, прозвучав в пятом сезоне популярного телесериала «Клан Сопрано».

## История
Композиция «Heaven Only Knows» была написана мужем Харрис, британским автором песен Полом Кеннерли. Номер представляет собой кантри-песню о разбитом сердце, по сюжету которой раздосадованная отношениями героиня осознаёт неизбежность расставания. Изначально произведение появилось в очередном альбоме певицы, Bluebird (1989), где наряду с «Heartbreak Hill» являлось одним из двух быстрых треков. В противовес остальным дорожкам на этой пластинке, имевшим лёгкое кантри-рок-фолк-звучание, «Heaven Only Knows» отличалась массивным, ярким и энергичным, почти ро́ковым саундом, востребованным на кантри-радио тех лет. В частности, песня открывалась мощной напористой гитарой Ричарда Беннетта, стилистически отсылавшей к лонгплею Стива Эрла Guitar Town (1986), над которым данный музыкант ранее также работал. Продюсерами «Heaven Only Knows», как и всего диска Bluebird, выступили совместно Харрис и Беннетт. Весной 1989 года трек вышел в формате сингла с композицией «A River for Him» на обратной стороне, достигнув Топ-20 американского чарта Hot Country Songs и канадского Country Singles. Помимо этого, произведение обеспечило Кеннерли награду BMI Country Awards как автору одной из самых ротируемых кантри-песен года.
Несмотря на то, что главным хитом альбома на момент его выхода стал трек «Heartbreak Hill» (Топ-10 Hot Country Songs), в 2004 году именно «Heaven Only Knows» вновь привлекла внимание публики к лонгплею, прозвучав в популярном телесериале «Клан Сопрано». Являясь одной из немногих использованных в этом шоу кантри-песен, композиция трижды играет в первом эпизоде пятого сезона, «Два Тони». Первый раз она фигурирует в начале серии, когда на экране сменяются кадры с пейзажами поздней осени вокруг опустевшего дома семьи Сопрано: опавшие листья летающие возле патио, где уже несколько месяцев не проводилось барбекю, убранные с шезлонгов подушки и накрытый уличный бассейн (сцена напоминает зрителю, что браку Тони и Кармелы пришёл конец, и Харрис среди прочего поёт: «I don’t know who’s right or wrong / But all we had is dead and gone»). Повторно трек звучит тихим фоном по радио на кухне, где Кармела встречает мужа с холодным безразличием, а третий раз — в финале эпизода, после того как Кармела запирает за Тони дверь и тот остаётся один в тёмном дворе с автоматом АК-47 в руках, чтобы охранять дом своей семьи, в котором он сам больше не живёт (в песне в этот момент звучат слова «I’m going to turn and walk away / There’s nothing left for me to say / It wouldn’t change things anyway…»).

## Оценки
По мнению редакторов журнала Cash Box, песня «Heaven Only Knows» показывает, что Кеннерли и его супруга являются слаженной командой: «Ретроспективное звучание на современный лад, Харрис воплощает его с изящным апломбом», — описали обозреватели результат работы тандема. Согласно журналистке газеты The Ottawa Citizen Сьюзан Бейер, данный трек настолько мелодичный и танцевальный, что к прослушиванию оставшейся части альбома Bluebird она в итоге перешла далеко не сразу. В свою очередь рецензентка из газеты Shreveport Journal по имени Бриттания охарактеризовала композицию следующим образом: «Слегка язвительный текст, подкреплённый быстрым темпом, мажорной тональностью и звонкой гитарой. Эта песня работает».
Музыкальный критик газеты Los Angeles Times Роберт Хилбёрн поместил «Heaven Only Knows» на строчку № 5 в списке Alternative Top 10 (ежемесячной рубрике-путеводителе издания по лучшим песням в различных жанрах, с упором на стили, обычно игнорировавшиеся мейнстримовым радио) за март 1989 года, подметив, что утончённую кантри-певицу в этой композиции сопровождает того же рода плотный галопирующий ритм, который десятилетием ранее выделял рок-ориентированные хиты Уэйлона Дженнигса. Радиообозреватель журнала Billboard Шон Росс поставил «Heaven Only Knows» на позицию № 10 в собственной десятке любимых треков года, объявив номер лучшей записью лета для прослушивания по радио в автомобиле. Наконец английский музыкальный журналист Роберт Даймери упомянул песню в своём гайде 1001 Songs You Must Hear Before You Die (2010), включив её в расширенный список 10,001 Songs You Must Hear….

## Позиции в чартах
Еженедельные чарты
| Чарт (1989)                           | Высшая позиция | Прим.  |
| ------------------------------------- | -------------- | ------ |
| США, Billboard, Hot Country Songs     | 16             | [ 18 ] |
| США, Cash Box, Country Singles        | 28             | [ 19 ] |
| США, Radio & Records, Country Airplay | 17             | [ 20 ] |
| Канада, RPM, Country Singles          | 16             | [ 21 ] |

## Награды
BMI Country Awards
Награда компании BMI авторам наиболее ротируемых кантри-песен года (в период с 1 апреля 1989-го по 31 марта 1990-го).
| Год  | Категория               | Номинант     | Итог   | Прим. |
| ---- | ----------------------- | ------------ | ------ | ----- |
| 1990 | Citation of Achievement | Пол Кеннерли | Победа | [ 8 ] |